# (327) Колумбия
(327) Колумбия (исп. Columbia) — небольшой астероид главного пояса, который принадлежит к светлому спектральному классу S. Он был открыт 22 марта 1892 года французским астрономом Огюст Шарлуа в обсерватории Ниццы и назван в честь Христофора Колумба, испанского мореплавателя и первооткрывателя Америки в связи с 400-летием открытия Америки.

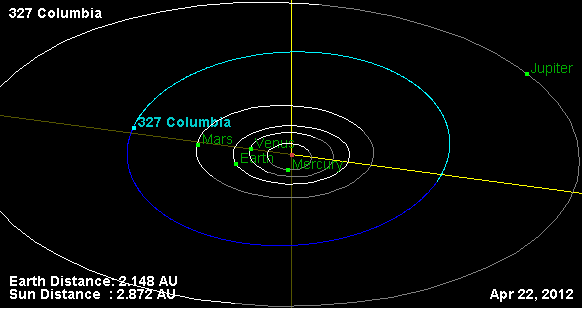
Орбита астероида Колумбия и его положение в Солнечной системе